# Nikolaj Latysjev
Nikolaj Latysjev (russisk: Николай Гаврилович Латышев tr. Nikolaj Gavrilovitj Latysjev ; født  22. november 1913 i Moskva, død 18. februar 1999 smst.) var en fodbolddommer fra Sovjetunionen. Han er mest kendt for at have dømt finalen ved VM 1962 mellem Brasilien og Tjekkoslovakiet.

## Karriere

### VM 1958
- Sverige  –  Mexico 3-0 (gruppespil).
- Wales  –  Ungarn 2-1 (gruppespil).

### VM 1962
- England  –  Argentina 3-1 (gruppespil).
- Italien  –  Schweiz 3-0 (gruppespil).
- Tjekkoslovakiet  –  Ungarn 1-0 (kvartfinale).
- Brasilien  –  Tjekkoslovakiet 3-1 (finale).